# ۱۲۷۷ (خورشیدی)
۱۲۷۷ هزار و دویست و هفتاد و هفتمین سال هجری خورشیدی سالی عادی است.

## زادروزها
- علی‌اکبر فیاض، استاد ادبیات فارسی و مصحح تاریخ بیهقی (وفات ۱۳۵۰)
- محمد کاظم مهدوی دامغانی،فقیه ،اصولی و مجتهد ایرانی است.
- روشنک نوعدوست، روزنامه نگار و از پیشگامان جنبش زنان در ایران .( وفات : نامعلوم)
- فخرعظمی ارغون (فخرعادل خلعتبری)، روزنامه نگار و از شاعران صاحب نام ایرانی و مادر سیمین بهبهانی.(وفات ۱۳۴۵)
- آیت‌الله میرزا خلیل کمره‌ای، نویسنده، محقق و فیلسوف الهی ۱۹ فروردین